# St. Laurentius (Königsdorf)

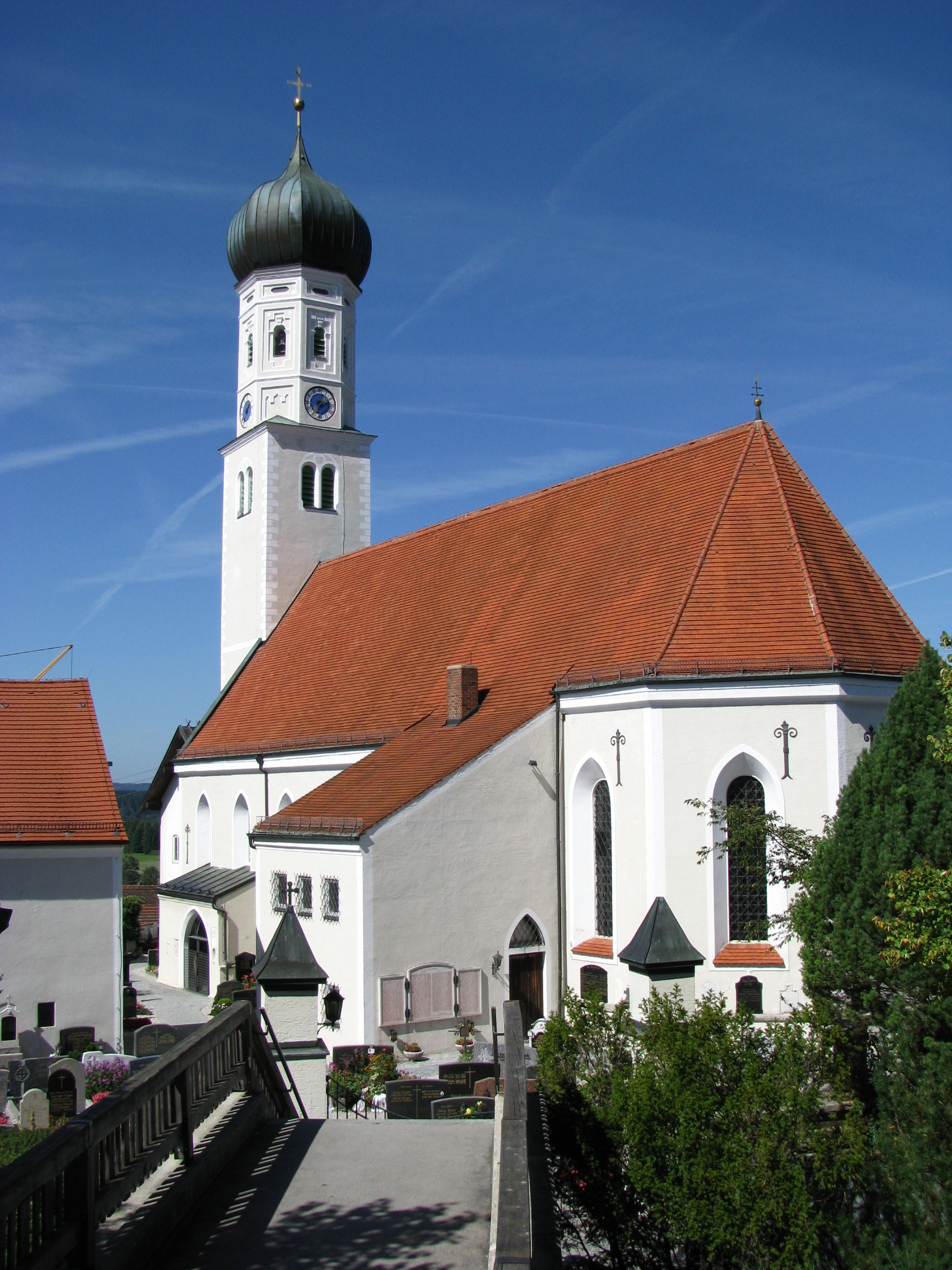
St. Laurentius in Königsdorf

Die denkmalgeschützte römisch-katholische Pfarrkirche St. Laurentius in Königsdorf liegt im Landkreis Bad Tölz-Wolfratshausen in Oberbayern.

## Geschichte
Die Kirche ist ein im Kern spätgotischer Bau aus Tuffstein. Das Turmobergeschoss wurde um 1685 von Caspar Feichtmayr errichtet. Im Jahr 1785 wurde die Kirche barock umgestaltet. Eine Renovierung des Inneren fand 1964/65 statt, das Äußere wurde 1982 renoviert.

## Bau und Ausstattung
Die Kirche ist eine fünfjochige Saalkirche mit einem polygonalen Chor, der nur wenig eingezogen ist. Der Turm steht im Westen. An der Südseite des Chors sind die Sakristei und ein Oratorium angebaut. Das Langhaus weist Rokokostuck in der Stichkappentonne auf, den Franz Edmund Doll (1744–1824) aus Wessobrunn im Jahr 1785 geschaffen hat. Die Gewölbeanfänge sind mit Blumenvasen und Putten verziert, in den Stichkappen finden sich Motive aus dem Klassizismus. Die Deckengemälde von dem Münchener Hofmaler Christian Wink stellen die Verurteilung des hl. Laurentius und den Abschied von Sixtus dar, im Chor die Gründung der Königsdorfer Herz-Jesu-Bruderschaft. Der Hochaltar wurde von Johann Georg Miller im Jahr 1787 geschaffen; die Skulpturen sind Werkstattarbeiten von Joseph Anton Fröhlich aus Bad Tölz. Das Altarblatt von Christian Wink stellt die Marter des hl. Laurentius dar. Auch die Gemälde der Seitenaltäre sind Arbeiten Winks. Einige Skulpturen sind in der Art von Johann Baptist Straub geschaffen (Kreuzigungsgruppe; Skulpturen des heiligen Petrus und der Maria Magdalena). An den Wänden des Chors befinden sich zwei Grabsteine aus Rotmarmor. Die Kirche besitzt eine frühklassizistische Kanzel. Die untere Empore trägt zwei Altäre, davon einer mit einer Madonna aus der Zeit um 1500.